# Nogaische Sprache

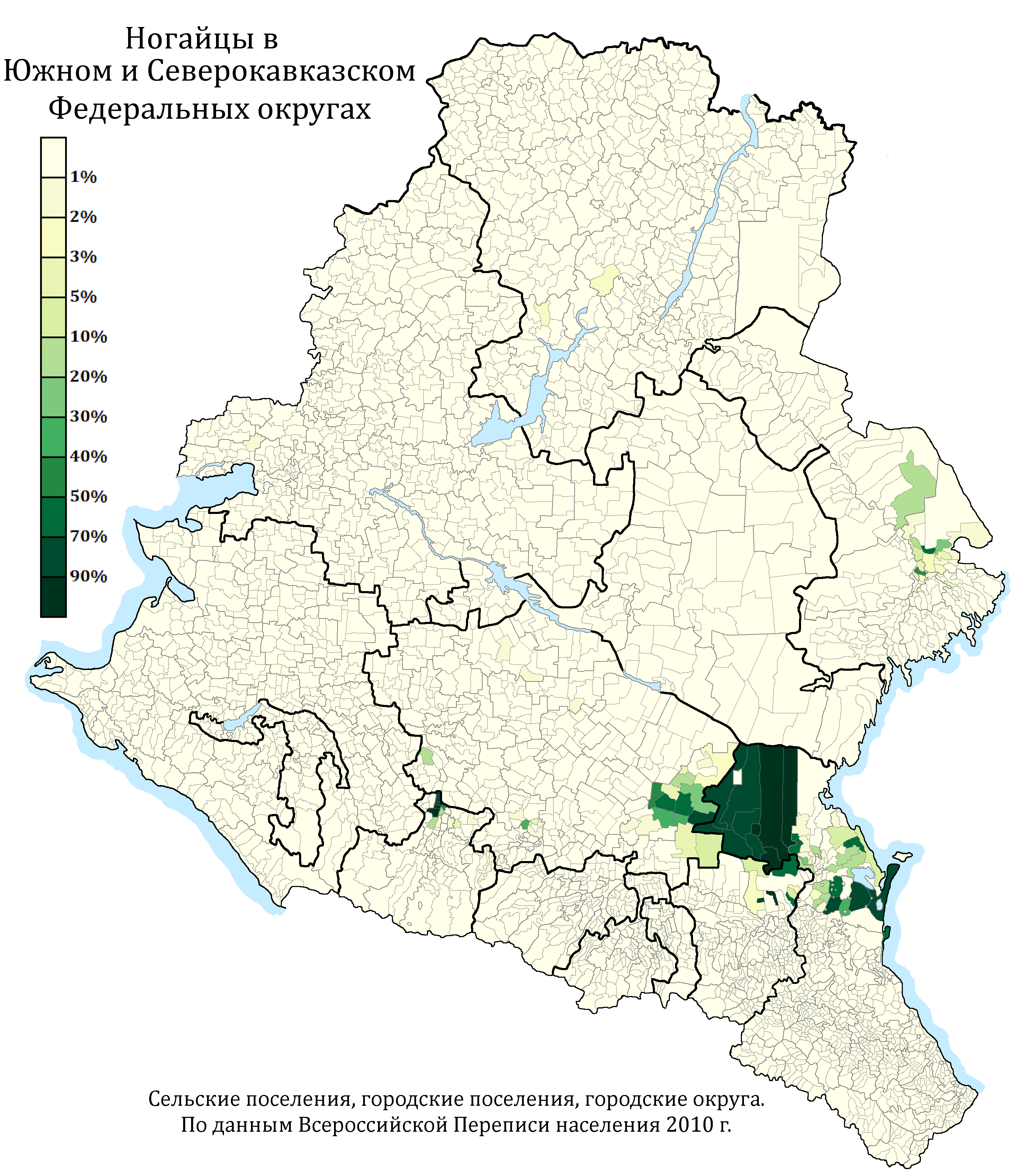
Verbreitungsgebiete der Nogaier in Südrussland nach der Volkszählung 2010: untere Wolga (Osten), Dagestan (Südosten), Tschetschenien und Region Stawropol (westlich bzw. nordwestlich von Dagestan), Karatschai-Tscherkessien (dritte Region vom Südwesten)

Die nogaische Sprache (nogaisch ногай тили /noġaj tili/) ist eine westtürkische Sprache der aralo-kaspischen Gruppe innerhalb der Turksprachen. Kurzform ist Nogaisch.

## Namensherkunft und alternative Bezeichnungen
Die Sprachbezeichnung „Nogaisch“ leitet sich von Nogai Khan, einem Enkel Dschingis Khans ab. Früher wurde Nogaisch fälschlich nur „Tatarisch“, „Schwarztatarisch“ oder auch „Nogai-Tatarisch“ genannt. Im Deutschen sind auch die Bezeichnungen „Noghaisch“ und „Nogaiisch“ gebräuchlich. In der Türkei ist hauptsächlich nur die Bezeichnung „Nogay Türkçesi“ (nogaisches Türkisch) verbreitet.

## Verbreitungsgebiet
Nogaisch wird heute von rund 70.000 Menschen im nordöstlichen Kaukasus gesprochen. Vor allem in Dagestan, nordwestlicher Nogaiski rajon und in der Umgebung, in der Republik Tschetschenien  sowie in der Region Stawropol ist das Nogaische verbreitet. Ein weiterer, kleinerer Siedlungsschwerpunkt liegt im nördlichen Karatschai-Tscherkessien in dem ebenfalls Nogaiski rajon genannten Kreis und in der Umgebung, sowie einige Gemeinden an der unteren Wolga. Bei der letzten Volkszählung der UdSSR (1989) gaben noch 67.591 oder 89,9 % der 75.181 Nogaier Nogaisch als Muttersprache an.

## Klassifizierungen
Nogaisch wird mitunter verschieden klassifiziert. So listet das „Fischer Lexikon Sprachen“ (1987) das Nogaische innerhalb der Turksprachen wie folgt auf:
- Turksprachen
  - Westlicher Zweig
    - Bulgarische Gruppe
    - Oghusische Gruppe
    - Kiptschakische Gruppe
      - Kyptschak-nogaiische Gruppe
        - Nogaiisch

Dagegen wird Nogaisch im „Metzler Lexikon Sprache“ (2005) wie nachstehend klassifiziert:
- Turksprachen
  - Südwesttürkisch (Oghusisch)
  - Osttürkisch (Karlukisch)
  - Westtürkisch (Kiptschakisch)
    - Uralisch (Kiptschak-Bulgarisch)
    - Pontisch-Kaspisch (Kiptschak-Oghusisch)
    - Aral-Kaspisch (Kiptschak-Nogaisch)
      - Nogaisch

Die aktuelle Klassifikation kann im Artikel Turksprachen eingesehen werden.

## Dialekte und Alphabete
Das Nogaische ist dialektal stark gegliedert. Doch heute lassen sich drei große Gruppen ausmachen:
1. Weiß-Nogaisch in Karatschai-Tscherkessien
2. Zentral-Nogaisch vorwiegend in der Region Stawropol, Tschetschenien und Inguschetien und
3. Schwarz-Nogaisch in Dagestan

Das Nogaische ist eng mit dem Kasachischen verwandt, besonders mit dessen westlichen Dialekt. Sprachlich steht die Sprache zwischen dem Kasachischen und dem Kumykischen, von der auch das Nogaische stark beeinflusst wurde. Die Nogaier sehen beispielsweise den kumykischen Chasawjurt-Dialekt als nogaisches Idiom an, da dieser einen Übergangsdialekt des Kumykischen in ihre eigene Sprache darstellt.
Bis in die späten 1920er Jahre war bei den Nogaiern Tschagataisch Schriftsprache. Doch im 16. Jahrhundert gerieten die Nogaier unter dem Spracheinfluss des Osmanischen, derweil sie vom 17. bis zum 18. Jahrhundert unter starkem Einfluss des Persischen standen. All diese Dach- und Kultursprachen war gemeinsam, dass sie mit einem modifizierten arabischen Alphabet geschrieben wurden.
Eigenständige Schriftsprache ist Nogaisch erst seit 1928, als ein turksprachiges Alphabet der lateinischen Schrift eingeführt wurde, eine Variante des Jaꞑalif (ausführlicher auch „Neues turksprachiges Alphabet“ genannt, siehe nachfolgende Tabelle). Dessen Orthografie wurde vom nogaischen Akademiker A. Dzhanibekov (der seinen Namen schließlich in Canibek türkisierte) vervollständigt. Diese Orthografieregeln wurden schließlich von allen anderen nichtslawischen Völkern der UdSSR übernommen. Doch bereits 1938 wurde die Schrift im Zuge des obligatorischen Russisch-Unterrichtes auf ein modifiziertes kyrillisches Alphabet umgestellt.
Lateinisches Alphabet (1928—1938) (erste Version):
| A a | B в | Ç ç | D d | E e | Ә ә | G g | Ƣ ƣ |
| I i | K k | L l | M m | N n | Ꞑ ꞑ | O o | Ө ө |
| P p | Q q | R r | S s | Ş ş | T t | U u | Y y |
| J j | Ь ь | Z z | V v |     |     |     |     |

Modernes nogai alphabet::
| А а   | Аь аь | Б б   | В в | Г г | Д д | Е е | Ё ё |
| Ж ж   | З з   | И и   | Й й | К к | Л л | М м | Н н |
| Нъ нъ | О о   | Оь оь | П п | Р р | С с | Т т | У у |
| Уь уь | Ф ф   | Х х   | Ц ц | Ч ч | Ш ш | Щ щ | ъ   |
| Ы ы   | ь     | Э э   | Ю ю | Я я |     |     |     |

Mit dem Zerfall der Sowjetunion wurde 1990 für eine kurze Zeit das arabische Alphabet für die nogaische Sprache eingeführt, und in den Jahren 1991 und 1992 experimentierten die Nogaier mit verschiedenen Lateinalphabeten, die sich jedoch nicht durchsetzen konnten. So wird das Nogaische bis heute mit einem kyrillischen Alphabet geschrieben. Militante Panturkisten verwenden jedoch für die Gestaltung ihrer Internetseiten das moderne türkische Lateinalphabet.
Der Sprachcode ist NOG.